# Viravul
Viravul è un comune dell'Azerbaigian situato nel distretto di Lənkəran.